# Булдачиха (Красносельский район)
Булдачиха — деревня в Красносельском районе Костромской области. Входит в состав Сидоровского сельского поселения.

## География
Находится в юго-западной части Костромской области в правобережной части района на расстоянии приблизительно 9 км на юго-восток по прямой от районного центра поселка Красное-на-Волге.

## История
Известна с 1872 года, когда здесь было учтено 18 дворов, в 1907 году отмечено было 17 дворов.

## Население
Постоянное население составляло 84 человека (1872 год), 69 (1897), 91 (1907), 15 в 2002 году (русские 97 %), 14 в 2022.